# Кабак, Аарон Авраам
Аарон Авраам Кабак (28 декабря 1881, Сморгонь — 18 ноября 1944, Иерусалим) — еврейский прозаик, один из пионеров художественной литературы на иврите. Лауреат премии имени Бялика (1943).

## Биография
Родился в семье раввина Натана Калонимоса Кабака — большого знатока Торы. Начальное образование получил в хедере и иешиве. Позже переехал в Одессу, где получил общее образование.
Абба Кабак увлекался русской литературой, переводил на иврит стихотворения Лермонтова. В двадцать лет он начал писать собственные рассказы на иврите. Первый опубликованный рассказ Кабака, «Ха-маапиль» («Нелегал»), вышел в свет в 1904 году в одесском ежемесячнике «Ха-Шилоах» с посвящением Герцлю, а год спустя был издан его роман «Левадда» («Одна»), ставший первым реалистическим романом в истории литературы на иврите.
В 1906 году Кабак участвовал в еврейской самообороне Гродно, после чего выехал в Стамбул, откуда писал статьи на иврите и идиш для еврейской прессы. В 1911 году эмигрировал в Эрец-Исраэль. Поселившись в Тель-Авиве, преподавал до 1914 года в гимназии «Герцлия» и продолжал заниматься литературной деятельностью, выпустив романы «Даниэль Шифранов» (продолжение «Одинокой») и «Ахава» («Любовь»). В 1914 году отправился учиться в Берлинский университет, но в связи с началом Первой мировой войны продолжил свою учёбу в университете Лозанны, где получил степень доктора философии.
После войны Кабак вернулся в Эрец-Исраэль. Обосновавшись в Иерусалиме, до конца жизни преподавал ивритскую литературу в гимназии «Рехавия». В Иерусалиме Кабак издал роман «Ницахон» («Победа»), завершающий трилогию, начатую «Одинокой» и «Даниэлем Шифрановым», затем роман «Шломо Молхо», написанный в традициях европейского реализма и описывающий жизнь общины евреев, изгнанных из Испании. В этот же период вышел роман «Бейн ям у-вейн мидбар» («Между морем и пустыней») и ещё один исторический роман - «Ба-миш‘ол ха-цар» («По узкой тропе»), о первых шагах христианства в Палестине. В последние годы жизни Кабак снова обратился к новейшей еврейской истории, начав сагу о нескольких поколениях евреев начиная с 1848 года, известную как «Толдот мишпаха ахат» («История одной семьи»). Из этой саги до своей смерти он успел завершить три тома — «В пустоте» (удостоен литературной премии имени Бялика за 1943 год), «В тени виселицы» и «История без героев». Кабак также перевёл произведения на иврит таких авторов, как Элиза Ожешко, Стендаль, Мережковский и другие.
Аарон Авраам Кабак скоропостижно скончался в 1944 году, оставив после себя двух дочерей. Одна из улиц Иерусалима носит его имя.

## Произведения
- «Левадда» («Одна», 1905);
- «Шломо Молхо» (1929);
- «Бейн ям у-вейн мидбар» («Между морем и пустыней», 1933);
- «Ба-миш‘ол ха-цар» («По узкой тропе», 1937);
- «Толдот мишпаха ахат» («История одной семьи»)